# アレシア

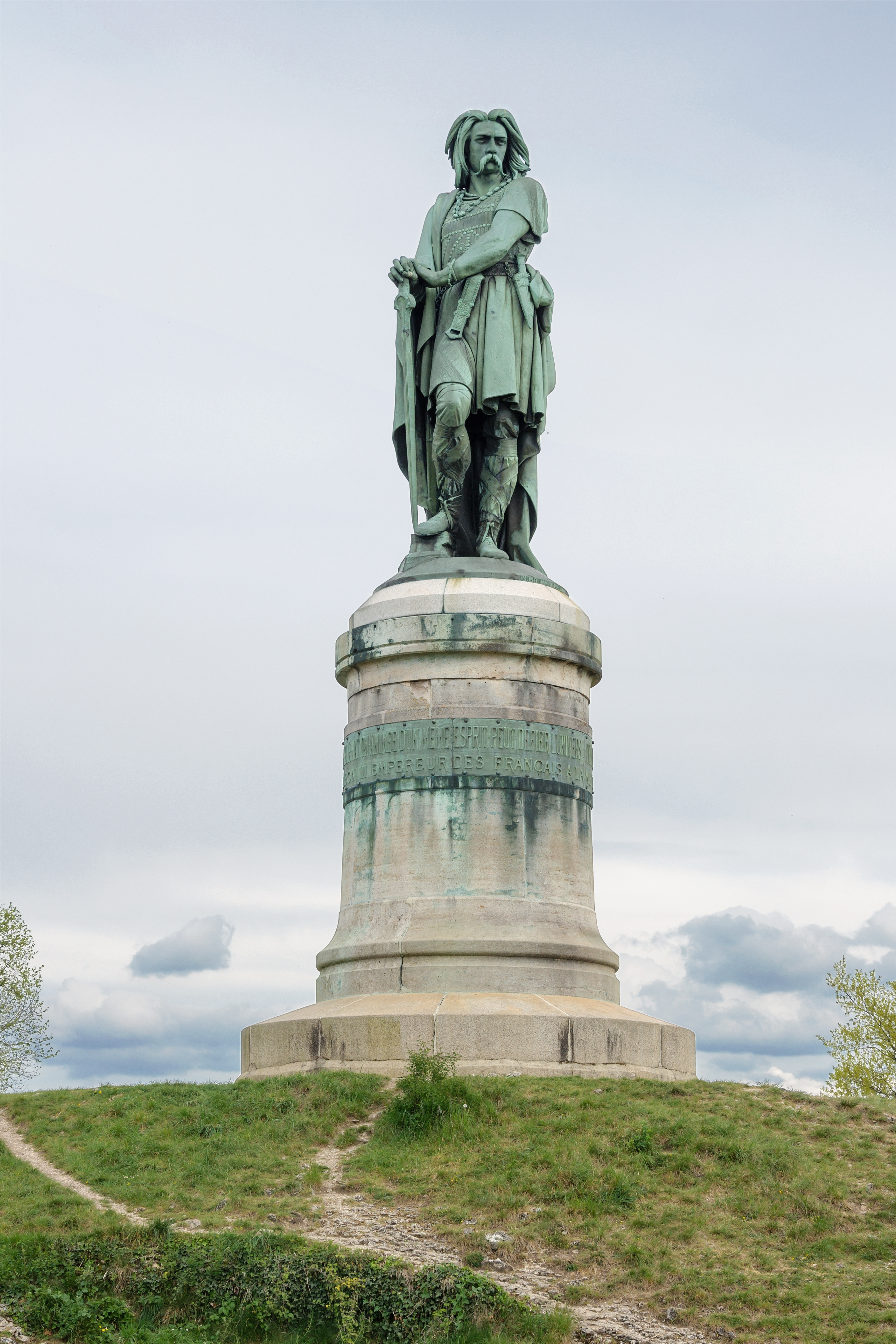
アレシアにあるウェルキンゲトリクスの記念碑（アリーズ・サント・レーヌ）

アレシア（Alesia）は有力なガリア人部族であるハエドゥイ族を中心とした部族連合Mandubiiが首都とした都市で、ガイウス・ユリウス・カエサルが征服した後はガリアにおけるローマの町（オッピドゥム）となった。
アレシアはコート＝ドール県のディジョンに近いアリーズ・サント・レーヌ村に位置していたとされ、そこでの発掘調査はナポレオン3世のころから行われている。このガロ・ローマ文化圏の居住地では今も何らかの新発見が続いている。最近の発掘ではIN ALISIIAという文字が刻まれた遺物が出土しており、場所が違うのではないかという一部の考古学者の疑念が払拭された。

## 位置についての疑念
かつては、学問的には妥当性が低いとされたアレシアの位置についての説が他にもいくつかあった。例えばフランシュ＝コンテ地域圏やジュラ県のサラン＝レ＝バン付近である。アレシアの位置が不明という点については、アステリックスのAsterix and the Chieftain's Shieldでパロディ化されており、その中では登場人物たちがその場所を知っていることを繰り返し否定している。

## アレシアの戦い

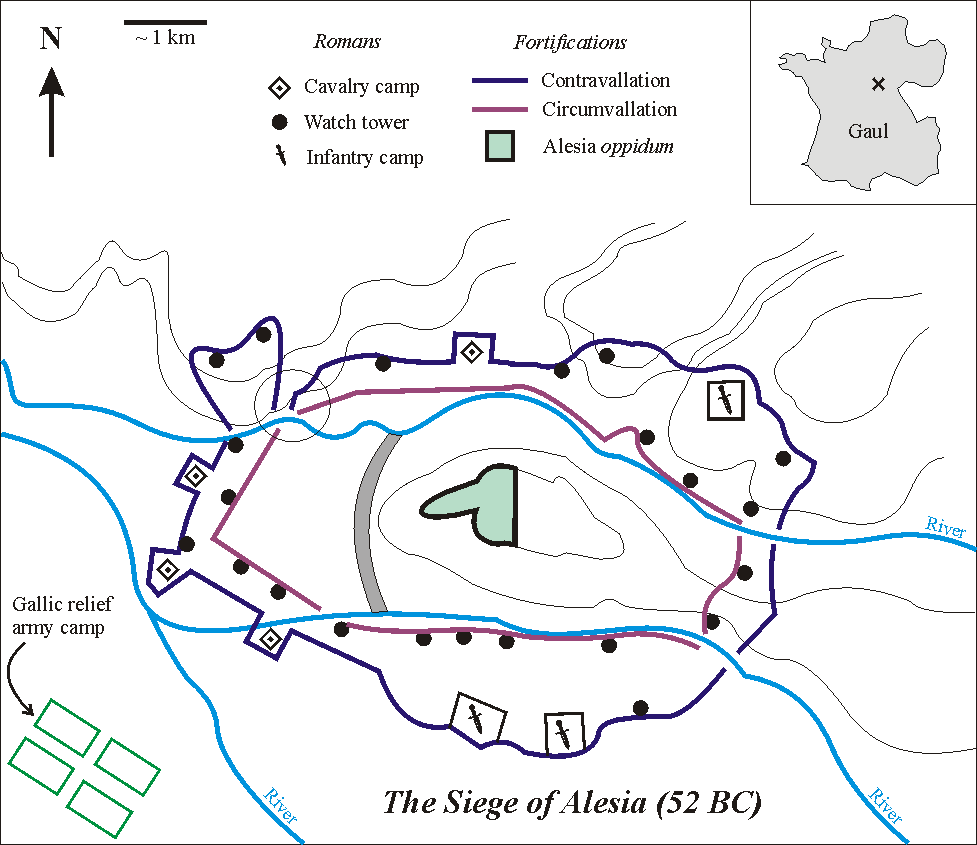
カエサルがアレシアに築いた包囲網
右上の地図の×がアレシアの位置を示している。北西の丸で囲まれた部分は防壁の最も弱い部分を指している。

紀元前52年ごろ、カエサル率いるローマ軍団とウェルキンゲトリクス率いるガリア人の決戦がアレシアで行われた（アレシアの戦い）。この戦いで全ガリアの運命が決まり、ローマ側が勝利したことでガリア戦争にも決着がつき、ガリアの支配権をローマが獲得することになった。この戦いについてはカエサル自身が『ガリア戦記』（Book 7, 68-69）に詳述している。
アリーズ・サント・レーヌでの最近の分析によると、カエサルの詳述した包囲攻撃とうまく符合するという。6週間で15kmの長い土塁でアレシアを取り囲み、さらに21kmの対塁を築いてガリア全土からの増援が近づけないようにした。これらの痕跡は航空写真を使って考古学者が確認している。